# Pycnarmon praeruptalis
Pycnarmon praeruptalis là một loài bướm đêm trong họ Crambidae.